# NGC 5838
NGC 5838 este o galaxie lenticulară situată în constelația Fecioara. A fost descoperită în 24 februarie 1786 de către William Herschel. Se află la o distanță de 34,51 de megaparseci de Pământ.